# Richard Cobbing
Richard Cobbing (Newcastle upon Tyne, 15 de octubre de 1967) es un deportista británico que compitió en esquí acrobático. Ganó una medalla de plata en el Campeonato Mundial de Esquí Acrobático de 1993, en la prueba de salto aéreo.

## Medallero internacional
| Campeonato Mundial | Campeonato Mundial   | Campeonato Mundial | Campeonato Mundial |
| Año                | Lugar                | Medalla            | Competición        |
| ------------------ | -------------------- | ------------------ | ------------------ |
| 1993               | Altenmarkt (Austria) | Medalla de plata   | Salto aéreo        |